# Visconde de Santa Mónica
Visconde de Santa Mónica é um título nobiliárquico português criado por D. Luís I de Portugal, por Decreto de 2 de Dezembro de 1876, em favor de Henrique O'Neill.
Titulares
1. Henrique O'Neill, 1.° Visconde de Santa Mónica.